# Гаврилович, Василий Васильевич
Василий Васильевич Гаврилович (род. 31 мая 1959, Мончегорск, Мурманская область, РСФСР, СССР) — советский биатлонист, советский и российский тренер по биатлону, чемпион СССР (1981). Мастер спорта СССР международного класса.

## Биография
Воспитанник ДЮСШ № 1 города Мончегорска, первый тренер — Александр Иванович Патракеев. На взрослом уровне выступал за спортивное общество «Буревестник» и город Ленинград.
В 1981 году одержал победу на чемпионате СССР в индивидуальной гонке на 20 км.
В 1983 году принимал участие в зимней Универсиаде в Софии, лучшим результатом стало четвёртое место в спринте.
В 1985 году стал бронзовым призером Спартакиады народов РСФСР.
После окончания спортивной карьеры работает тренером. В 2010-е годы — возглавляет женскую сборную Ленинградской области, один из тренеров чемпионки мира Екатерины Юрловой. Председатель ревизионной комиссии Федерации биатлона Санкт-Петербурга, входит в руководство «Союза любителей биатлона Санкт-Петербурга и Ленинградской области». Принимает участие в ветеранских соревнованиях.

## Личная жизнь
Отец, Василий Фёдорович Гаврилович (род. 1936) — строитель, почётный гражданин города Мончегорска.